# Fussball Nordstern Basel 1901
El Fussball Nordstern Basel 1901 és un club suís de futbol de la ciutat de Basilea. El club va ser fundat el 1901.
Ha jugat més de 30 temporades a la primera divisió suïssa.